# نزلة
النَّزْلَة أو النُّزْلَة أو التهاب القناة التنفسية هو التهاب الغشاء المخاطي في إحدى القصبات الهوائية أو الفجوات في الجسم. عادة ما يصيب القصبة الهوائية أو الجيوب المجاورة للأنف. قد يُسبب ظهور نضحة من المخاط وكريات الدم البيض حدثت نتيجة تضخم الغشاء المخاطي في الرأس كاستجابة لحدوث إصابة. هو أحد الأعراض التي ترتبط بأمراض: الزكام، التهاب البلعوم، والسعال الصدري، ولكنه أيضا قد يوجد في المرضى المصابين بالتهاب الزائدة الأنفية، التهاب الأذن الوسطى، والتهاب الجيوب الانفية أو التهاب اللوزتين. البلغم الناتج عن النَّزْلَة قد يطرح خارجا أو قد يسبب انسدادا من الممكن أن يتحول إلى انسداد مزمن.
استعمل مصطلح «التهاب القصبات التنفسية» (بالإنكليزية Catarrh) في الطب قبل أن تبدأ حقبة علوم الطب حتى، وهذا يفسر سبب امتلاكها معانٍ متعددة، ففي النصوص القديمة قد تكون مرادفة لكلمة الزكام، التهاب البلعوم الأنفي، التهاب البلعوم، التهاب الأنف، أو التهاب الجيوب وقد تكون غير قابلة للتمييز عنها نوعا ما. لم تعد الكلمة شائعة الاستخدام في الممارسة الطبية الأمريكية بقدر ما كانت سابقا؛ على الأرجح بسبب توافر كلمات أدق منها لوصف أي حالة مرضية. على نحو مؤكد، إلى المدى الذي لا تزال مستعملة فيه، لم يعد يُنظر إليها من منظور علم الأنف ككينونة مرضية ولكن كأحد أعراض المرض أو علاماته المرضية، أو ربما كمتلازمة من الاثنين. المصطلح النَّزْلَة يوجد في كتب المصادر الطبية التي تكون من المملكة المتحدة. كانت الكلمة شائعة أيضا في الطب التقليدي لمنطقة ابالاشيا، حيث كانت تستخدم الأعشاب الطبية لمعالجة الالتهاب والتصريف المصاحب للحالة.

## الصلة السريرية
بسبب أن إذن الإنسان تقوم بوظيفة تنظيم الضغط في منطقة الرأس، فالانسداد بالنَّزْلَة قد يسبب عدم راحة خلال تغيرات الضغط الجوي.

## اشتقاق الكلمة
أتت الكلمة "catarrh" والتي تعني النَّزْلَة من الكلمة الفرنسية من القرن الخامس عشر catarrhe والتي أتت من اللاتينية catarrhus والإغريقية القديمة καταρρεῖν (katarrhein): حيث تعني kata-«الأسفل» وrhein تعني «السيلان». أي بمعنى الأنف المتدفق.